# Fô-Tancé
Fô-Tancé est l'un des six arrondissements de la commune de Kouande dans le département de l'Atacora au Bénin.

## Géographie
L'arrondissement de Fô-Tancé est situé au nord-ouest du Bénin et compte 5 villages que sont Danri, Fo-tance, Kabare, Maka et Tikou.

## Démographie
Selon le recensement de la population de 2013 conduit par l'Institut national de la statistique et de l'analyse économique (INSAE), Fô-Tancé compte 9345 habitants  .